# Andahuaylazo
O Andahuaylazo foi um levante militar ocorrido na cidade de Andahuaylas, no Peru, e foi liderado pelo major retirado do Exército Peruano, Antauro Humala Tasso, que à frente de 160 reservistas exigiu a renúncia do então presidente Alejandro Toledo e outros objetivos principais. Aconteceu entre 1 e 4 de janeiro de 2005, terminando com a captura de Antauro Humala e a rendição de seus seguidores.
Os rebeldes tinham o objetivo de transformar o poder, por meio da implementação de grandes reformas, pois desejavam um governo de transição sob a forma de uma Assembleia Constituinte com o comando de diferentes lideranças, que, segundo os sublevados, teriam mudado o estilo de vida da população e o próprio sistema estatal peruano.

## Antecedentes
Os irmãos Ollanta e Antauro Humala, oficiais do exército peruano e seguidores dos princípios do etnocacerismo delineados por seu pai, o advogado Isaac Humala, começaram a ganhar notoriedade pública quando em 29 de outubro de 2000 lideraram uma revolta em Locumba contra os já agonizante regime de Alberto Fujimori. Após serem presos e processados por rebelião, sedição e insulto a seu superior, foram libertados e anistiados pelo Congresso, já sob o governo de transição de Valentín Paniagua, em 21 de dezembro de 2000.
Durante o governo de Alejandro Toledo, Ollanta Humala foi enviado ao exterior, primeiramente como assistente do Adido Militar do Peru na França (janeiro de 2003) e depois como adido militar da embaixada do Peru na Coreia do Sul (junho de 2004). Entretanto, seu irmão Antauro, que permanecia no Peru, lançou-se numa ferrenha oposição ao governo de Toledo, exigindo a renúncia do presidente e sua submissão a "juicio de residencia". Utilizava as páginas de seu semanário Ollanta para divulgar suas propostas e também para atacar com uma linguagem ofensiva e depreciativa não apenas membros do governo, mas também altos membros das forças armadas acusados de pertencer à «mafia fujimontesinista», entre outras acusações. Como força de apoio, contava com um grupo de reservistas do exército, doutrinados nos princípios do etnocacerismo.
Em junho de 2004, Antauro foi denunciado perante a Quarta Promotoria Provincial pelos crimes de sedição, conspiração para a prática do crime de rebelião contra os poderes do Estado e da ordem constitucional, contra a tranquilidade pública e perigo comum. A Procuradoria-Geral do Ministério do Interior também o denunciou por posse ilegal de armas. Diante dessas denúncias, Antauro limitou-se a considerar-se "perseguido politicamente".
Em 29 de dezembro de 2004, o novo comandante do exército peruano, general Luis Muñoz Díaz, impôs a aposentadoria do tenente-coronel Ollanta Humala, que continuava servindo como adido militar na Coreia do Sul. Esta decisão foi o estopim para que Antauro Humala e suas hostes etnocaceristas embarcassem na aventura do "Andahuaylazo", recriminando o governo de Toledo por não apoiar os militares que, como Ollanta, haviam lutado contra a "ditadura fujimontesinista" e preferindo favorecer aos que foram cúmplices (como é o caso do próprio Luis Muñoz, um dos que foram filmados na sala do SIN por Vladimiro Montesinos).
Embora os relatórios de inteligência do Ministério do Interior alertassem sobre as manobras de Antauro e seus etnocaceristas dias antes do ataque, o então ministro do Interior, Javier Reátegui Rosselló, ignorou as advertências.

## A sublevação

### Tomada da delegacia de polícia de Andahuaylas (1 de janeiro)
Andahuaylas é uma cidade de mais de 30.000 habitantes, capital da província de mesmo nome no departamento de Apurímac, no planalto austral do Peru. Seu comando policial contava então com 80 efetivos, mas na madrugada de 1 de janeiro de 2005, apenas 10 guarneciam o posto, já que os demais estavam de folga, pois era a festa de Ano Novo, que em Andahuaylas tem um significado particular porque nesse dia é celebrada a festa patronal do Niño Jesús de Año Nuevo.
Às 4h25 da madrugada do dia 1 de janeiro de 2005, Antauro Humala, comandando 160 reservistas desarmados (muitos deles veteranos da Guerra do Cenepa e da luta anti-subversiva) entrou na cidade pela Avenida Peru e capturou o comando policial, após uma fraca e curta resistência por parte dos poucos efetivos policiais, diz-se que na realidade o número de reservistas rondava os 300, mas estavam escondidos em zonas estratégicas.
Os etnocaceristas apreenderam 80 fuzis automáticos ligeiros ou HK-G3s, 4 escopetas, 29 granadas de guerra, 11 pistolas, 800 bombas de gás lacrimogêneo e 50.000 cartuchos de balas, além de 2 viaturas policiais e, nas palavras do próprio Antauro, 5 quarteirões da cidade de Andahuaylas, durante o dia, uma pequena patrulha policial regressou ao quartel e tentou retomar o controle do posto, foi nesse confronto que 5 policiais e 2 reservistas ficaram feridos. 17 policiais e militares foram feitos reféns, o que foram expostos à população como "bêbados".

### Quatro policiais mortos (2 de janeiro)
No segundo dia do motim, domingo, 2 de janeiro de 2005, às cinco da manhã, os etnocaceristas se enfrentaram com o Escuadrón Verde nas proximidades da Delegacia e nesse incidente quatro policiais morreram. Em 2015, um relatório da Diretoria de Criminalística da Polícia Nacional do Peru (PNP), elaborado com base nos cadáveres dos quatro agentes, indicam que as balas que causaram sua morte vieram de um lugar diferente daquele onde estava localizado o grupo insurgente de Antauro Humala (possíveis atiradores pró-governo).
Antauro improvisou uma tribuna com as duas patrulhas policiais capturadas, de onde arengou à população para se unir, prometendo que lhes daria armas, depois deu várias entrevistas a alguns jornalistas, evocando o nome do "Comandante Ollanta Humala", e mencionando também que todos os seus seguidores, eram veteranos de guerra agora "abandonados pelo governo".

### Resposta estatal e captura de Antauro (3 de janeiro)
O presidente Toledo, que na época estava de férias em Punta Sal (assim como seu ministro do Interior, Javier Reátegui), regressou a Lima e declarou estado de emergência na região de Apurímac, ordenando imediatamente o envio ao local das ocorrências de mais de 300 agentes da Diretoria de Operações Policiais Especiais (DIROES).
Antauro mencionou posteriormente que 1.800 soldados e 760 policiais cercaram Andahuaylas, e que todos testaram positivo para a perícia, que determinou que realizaram disparos, exceto ele.
No dia 3 de janeiro, mais de mil moradores entraram na Plaza de Armas apoiando o levante etnocacerista liderado por Antauro. A princípio pensou-se que Antauro se entregaria, mas isso não aconteceu. Após reunião com o general da polícia Félix Murazzo, Antauro fez uma caminhada triunfante de volta à delegacia. No trajeto, as forças de segurança responderam, dois reservistas foram mortos, enquanto dois deles e outros dois civis ficaram feridos.
Apesar do apoio civil, o líder etnocacerista perdeu o controle de seu levante e após uma série de negociações noturnas com o governo, representado pelo Diretor da Polícia Nacional, General Félix Murazzo, e pelo General de Divisão, José Williams Zapata, Antauro Humala foi detido no interior a Prefeitura da cidade, local onde foram realizadas as reuniões.

### Rendição dos rebeldes (4 de janeiro)
Ao saber da captura de seu líder, os 160 etnocaceristas comandados pelo capitão Marco Antonio Vizcarra Alegría "Paiche" entrincheiraram-se na delegacia e, após algumas horas de resistência, finalmente se renderam, após receberem uma carta de Antauro na qual pedia que deponham as armas.
Antauro foi para a prisão de Piedras Gordas, ao norte de Lima, e foi submetido a um processo judicial. Em 2009, foi condenado a 25 anos de prisão pelo assalto à delegacia de Andahuaylas, entre outras acusações.